# Guillermo Waksman
Guillermo Waksman (Montevideo, 23 de setiembre de 1944 - Montevideo, 8 de enero de 2008) fue un periodista uruguayo.
Durante la dictadura cívico-militar se exilió en Chile, México y Suiza. Al retornar la democracia regresó a Uruguay. Participó de la fundación del semanario Brecha, del cual años más tarde también fue su director.
Era primo del exguerrillero Jorge Zabalza.

## Obras
- Tupamaros exiliados en el Chile de Allende. 1970-1973 (con Clara Aldrighi. Ediciones Trilce, 2015)[3]
- Uruguay: consagración de la democracia tutelada Archivado el 30 de octubre de 2017 en Wayback Machine.. En: Nueva Sociedad, julio-agosto de 1989, páginas 13-19.